# Josep Albertí i Corominas
Josep Albertí i Corominas (Sant Feliu de Guíxols, 22 d'agost de 1913 – 4 d'abril de 1993) és un dels artistes guixolencs més importants del segle xx, que destacà sobretot en el camp de la pintura. És considerat pels seus amics i crítics com el pintor de la ciutat. Els seus olis sobre tela, d'estil propi i molt proper a l'expressionisme, s'exposaren en diverses ciutats catalanes i internacionals i obtingueren els elogis de la crítica.
Va ser un home molt carismàtic i de forta personalitat, passional, emotiu, d'esperit sensible profund i impetuós i de conviccions religioses. Els seus olis i les seves poesies expressen el seu cant a la vida, la seva profunda espiritualitat i el seu tarannà d'home, en el fons, solitari.

## Biografia
Josep Albertí i Corominas va néixer el dia 22 d'agost de 1913 al domicili del carrer de la Creu, número 70, de la ciutat de Sant Feliu de Guíxols. Era fill de Jaume Albertí Comalava, natural de Vidreres i establert a Sant Feliu des del 1901, i d'Antònia Corominas Simón nascuda a Santa Coloma de Farners i resident a Sant Feliu des de 1898.
Va créixer en un entorn modest d'obrers i menestrals. La mare treballava en una fàbrica de suro, i en "Pepito" com l'anomenaven a casa, es va iniciar com a fuster. El seu pare era anarquista i decidí que el seu fill estudiés en una escola laica.
Al voltant dels tretze anys va assistir a dos cursos de dibuix i pintura a l'Escola d'Arts i Oficis de Sant Feliu de Guíxols. La seva professora era Gertrudis Romaguera i li ensenyà a fer còpies de làmines i a iniciar-se en el treball del guix.
L'Albertí adolescent tingué una salut fràgil. Va contreure la malaltia de Pott als tretze anys havent d'estar al llit immobilitzat i parcialment enguixat. Va superar la malaltia tres anys després. Aquesta etapa de la seva vida va ser crucial per Albertí en el sentit que es forjà en ell la seva singular personalitat. Les atencions abnegades de la mare, les lectures de la poesia de Maragall i Verdaguer, l'estudi d'obres de caràcter religiós com Sant Joan de la Creu i Sant Francesc que descobrirà en aquest període, i el seu actiu pensament, el van marcar per sempre.
Va lluitar en la guerra civil espanyola (1936-1939) en el bàndol republicà, fins que el gener de 1939 fou empresonat en el camp de concentració d'Argelers sûr Mer, al Vallespir. El seu pare va morir en aquest temps.
Una vegada alliberat tornà a Sant Feliu de Guíxols. A finals dels anys 40 es començaven a veure els primers turistes per la Costa Brava. Pinta juntament amb l'artista paisatgista també de Sant Feliu, Ferran Ponsjoan, capses de suro amb aquarel·la per ser venudes com a record als turistes. Mentrestant treballa de fuster.
D'aquesta època hi ha els primers paisatges i marines destinats al turisme i signats amb el nom de "Coromi", pintura que ben aviat va deixar de fer per crear el seu propi estil.
De nit sovintejava els locals de Cal Canari i Can Saura on hi cantava. Cal dir que en Josep Albertí, talment en "Pitu" com se'l coneixia, tenia una veu de baríton extraordinària. Havia rebut classes de cant a Barcelona i a Alemanya.
El 1953 es dedicà plenament a pintar i poc després, als anys 60, començava a exposar a l'estranger.
Els anys del 1980 al 1990 Josep Albertí fa nombroses intervencions a Ràdio Sant Feliu llegint i recitant poesia, mentre segueix pintant. Els últims anys de la seva vida, del 1989 al 1993, es retira a l'Hospital de Sant Feliu de Guíxols, deixant la seva casa del carrer de la Penitència número 10. Pinta el seu darrer quadre a l'oli: Donzella. El 4 d'abril de 1993 mor a causa d'una aturada cardiorespiratòria, a l'edat de vuitanta anys.

## Obra
L'obra gràfica ressenyada correspon a una selecció de les obres exposades al Museu d'Art de Girona del 8 d'agost al 9 de desembre de 2001, la retrospectiva més completa de l'obra d'Albertí que s'ha fet fins al 2013. Abasta tota la vida creativa de l'artista:

### Pintura, dibuixos i cartells
L'obra gràfica de Josep Albertí està formada per 232 obres registrades i nombrosos apunts i esbossos dibuixats amb llapis o retolador sobre els més variats suports: cartells de difusió de festes, festivals i homenatges, catàlegs de les exposicions i un mural. Tret d'unes poques primeres creacions, són obres que va crear a partir dels quaranta anys, moment en què decidí dedicar-se plenament a la pintura.
Del seu caràcter tenaç, la seva enorme voluntat i la confiança en si mateix en sortí un estil molt propi, molt proper a l'expressionisme, que obrí una via artística mai abans iniciada per cap altre pintor a la ciutat de Sant Feliu de Guíxols.
Des del 1952 no va parar mai de pintar, essent els anys 70 l'època més fecunda i creativa d'Albertí.

#### Primeres obres
- 1938. Mare de l'artista. Llapis, ploma/paper. 42 x 28 cm.

##### Olis sobre tela
- 1952. El Salvament (de Sant Feliu de Guíxols). Oli/tela. 41 x 33 cm.
- 1955. La Parròquia. Oli/tela. 73 x 92 cm.
- 1956. La Pansa. Oli/tela. 65 x 81 cm.
- 1964. Cargol. Oli/tela. 66 x 81 cm.
- ca. 1963. Jardí romàntic. Oli/tela. 81 x 100 cm.
- 1963. Autoretrat. Oli/tela. 66 x 31 cm.
- 1973. Palamós. Oli/tela. 74 x 93 cm.
- 1975. Racó del Mercadal. Oli/tela. 60 x 73 cm.
- 1983. Tardor a Tahull. Oli/tela. 46 x 55 cm.
- 1983. Barca estellada. Oli/tela. 73 x 92 cm.
- 1984. L'ermita penjada al cel i, a sota, aquest mar nostre. Oli/tela. 65 x 100 cm.

##### Apunts, dibuixos, cartells i pintura mural
- Girona. Pastel, paper. 24,5 x 35 cm.
- Cases de l'Onyar. Carbó, llapis/paper. 24 x 32,5 cm.
- Cartell. "XV Festival Internacional Film Amateur de la Costa Brava". 1977.
- Cartell. "Festa Major de Platja d'Aro". 1981.
- Pintura mural. 1981. 250 x 450 cm.

#### Poesia
L'obra literària d'en Josep Albertí està formada per una cinquantena de poesies i alguns són esborranys, provatures i versions diferents d'un mateix poema.

## Anàlisi
La pintura albertiniana és l'estil de pintar propi d'en Josep Albertí. Tot i que se'l considera un pintor expressionista, el mateix autor defineix el seu estil com un "còctel" on hi té cabuda l'expressionisme, una mica d'art abstracte, d'impressionisme i d'art figuratiu.
Arrelat a la Costa Brava, la pren com a model en alguns dels seus quadres. La concebia d'una manera radicalment oposada a com ho feien altres pintors del moment que buscaven el benefici comercial.
Va aprendre a pintar de forma autodidacta. Les seves primeres obres eren còpies que omplenava de color.
Al voltant de l'any 1963 pinta El Jardí Romàntic. Aquesta obra marca l'inici d'Albertí a una etapa pròpiament expressionista.
El seu caràcter passional i el seu gest decidit impregnen les teles amb pinzellades gruixudes que són l'expressió material del seu esperit impressionat i sentit.
Coneixia i admirava la pintura clàssica de El Bosco, i dels seus contemporanis Max Ernst, Kandinski, Munch entre molts altres, essent el seu preferit en Vincent van Gogh.

### Pensament
En Josep Albertí, conegut com en "Pitu", era una persona de gran personalitat, molt popular i apreciada pels ciutadans de Sant Feliu de Guíxols.
La filosofia que tenia de la vida era molt peculiar forjada en la seva etapa adolescent de convalescència, lectura i estudi. Entenia la vida com un compromís amb els valors humans, profunds i autèntics que expressava en les seves converses amb els amics. Era un home molt espiritual, amb un món interior molt ric que li donava la força per crear. Tenia molt gust estètic i un gran sentit religiós.

## Premis, reconeixements i homenatges
- 1993. Ràdio Sant Feliu va emetre dos programes (10 d'abril i 4 de juny), d'una hora de durada, dedicat a l'artista.[17]
- 1993. Exposició-homenatge a l'artista en el Monestir de Sant Feliu de Guíxols (del 4 al 31 de juny).
- 1995. Inauguració de la Sala Albertí al Monestir de Sant Feliu de Guíxols.
- 1995. Quatre restaurants i dos bars de Sant Feliu de Guíxols: El Dorado Petit, Restaurant Amura, Can Toni, Villa Mas, Alla´ns Bar i la Pensió Segura exposen obres de l'artista.
- 1995. Inauguració del carrer Albertí a Sant Feliu de Guíxols.
- 1996. Ràdio Sant Feliu va emetre un programa (28 de juny) dedicat a Albertí.
- 1999. Edició en format pòster del mural que l'any 1981 havia pintat a l'antiga seu de Ràdio Sant Feliu.
- 2001. Exposició retrospectiva de l'artista al Museu d'Art de Girona, la més completa feta fins al moment.
- 2012. Inauguració del Centre Albertí d'Art i Disseny, que porta el nom de l'artista.
- 2013. L'Ajuntament de Sant Feliu de Guíxols, amb motiu del centenari del naixement de l'artista, declara l'any 2013 Any Albertí.
- 2013. S'està treballant en la Casa-Museu de Josep Albertí, al carrer de la Penitència, nº 10, de Sant Feliu de Guíxols.

### Any Albertí
La ciutat de Sant Feliu de Guíxols, ciutat natal de Josep Albertí i Corominas, ha anomenat l'any 2013, Any Albertí, en commemoració del centenari del naixement de l'artista.
En l'organització de l'Any Albertí hi ha col·laborat el Servei de Premsa de l'Ajuntament, el Museu d'Història, la Biblioteca Pública Octavi Viader i Margarit Arxivat 2013-11-05 a Wayback Machine. i l'Arxiu Municipal, de Sant Feliu de Guíxols.
En el marc d'aquest Any Albertí s'estan realitzant tot un seguit d'activitats per mantenir viva la memòria de l'artista i per difondre la seva obra.
Una de les actuacions que s'estan duent a terme, en el context del Pla de Barris del Puig i l'Eixample de Llevant, és donar rellevància a la casa on va viure en Josep Albertí, situada al número 10 del carrer de la Penitència, i dinamitzar així aquest sector de la ciutat.
S'ha posat en marxa també una campanya de Tallers d'Història en totes les escoles i instituts de la ciutat al voltant de la seva figura.
L'Arxiu Municipal de Sant Feliu ha creat un bloc a la xarxa dedicat a Josep Albertí, i en col·laboració amb la pàgina web "Sóc Sant Feliu de Guíxols" ha elaborat la ruta "El Sant Feliu de Josep Albertí". Ha creat també una exposició itinerant sobre la seva obra per diferents espais públics de la ciutat.
S'ha inaugurat un espai permanent dedicat a la seva obra, en el Museu d'Història, i s'estan realitzant altres exposicions simultànies per diferents poblacions del Baix Empordà.
El mes d'abril s'ha editat un número de la revista L'Arjau Arxivat 2013-06-27 a Wayback Machine. dedicat monogràficament a aquest artista.